# Леонорій
Леонорій (*Λεωννώριος, д/н — 275 до н. е.) — вождь галльського племені тектосагів, учасник походів на Балканському півострові та Малій Азії, один з тетрархів Галатії з 275 року до н. е.

## Життєпис
Про його життя немає відомостей. Був вождем кельтського племені тектосагів. У 280 році до н. е. увійшов до союзу кельтських племен, які мешкали за Дунаєм. У 279 році до н. е. ця коаліція на чолі із Бренном вдерлася до Македонії і Фессалії. Тут Лутарій разом з іншими вождями отримав значну здобич після перемоги над царем Птолемеєм Керавном.
У 278 році до н. е. разом із іншим вождем Лутарієм очолив 20 тис. війська, з яким сплюндрував землі дарданів, Фракію, землі уздовж Геллеспонта, поблизу міста Візантій. Після цього повернувся на з'єднання з Бренном. Після поразки у Фокиді разом із своїм племенем Леонорій відступив на північ. Потім рушив разом з Лутарієм та Комонторієм. Ці сили захопили міста Лісімахію та Ферсонес Фракійський, а потім взяли значну контрибуцію з Візантія.
У 277 році до н. е. Леонорія з військом найняв Нікомед I, цар Віфінії, який боровся проти свого брата Зіпойта. В результаті успішних дій разом з Леонорієм зумів завдати поразки Зіпойту. Слідом за цим галли захопили землі між Віфінією та Каппадокією. Але не обмежився цим, підбурюваний царями Віфінії та Понту, став здійснювати походи на землі держави Селевкідів. У 276 році до н. е. Леонорій разом з іншими вождями кельтів (галатів) зазнав важкої поразки від військ Антіоха I у битві при Магнесії. Втім галати, зокрема й тектосаги на чолі із Леонорієм отримали землі з містами Гордій та Пес у Великий Фригії, що отримала назву Галатія. Про подальшу діяльність нічого не відомо.